# 日本の仏教

仏教のシルクロード伝播

日本の仏教（にほんのぶっきょう）は、5世紀に罽賓国よりもたらされたとする説や、西暦538年（日本書紀では552年）に百済よりもたらされたとする説などがあるが、宗派により伝来時期や伝来元の地域が異なる。
2013年の統計では約8470万人が仏教徒であるとされる。現代では、仏教と神道は区別されることが多いが、幕末までは仏と神を一体で不可分とする神仏習合と呼ばれる見方もあった。
伝統的な仏教の宗派は漢訳経典を用いる大乗仏教で、華厳宗、法相宗、律宗、真言宗、天台宗、日蓮宗、浄土宗、浄土真宗、融通念仏宗、時宗、曹洞宗、臨済宗、黄檗宗の13宗がある。
文化庁の宗教年鑑の統計によると、現在の日本の仏教徒の大半はいわゆる鎌倉仏教に属し、浄土教系（浄土宗及び浄土真宗）の宗派と日蓮宗系の宗派が特に大きな割合を占めている。

## 概要と特徴

### 信者数などの統計
日本には、約7万5000の寺院、30万体以上の仏像が存在する。日本最古の官寺である四天王寺、世界最古の木造寺院である法隆寺があり、最古の仏典古文書も日本に存在する。
日本は2013年の統計では約8470万人が仏教徒であるとされる 。一方、現代の日本人は特定の信仰宗教、宗教観を持っておらず、自らを仏教徒と強く意識する機会が少ない人も多いが、ブリタニカ国際年鑑の2013年度版では99%の日本人が広義の仏教徒とされている。
2008年のISSP国際比較調査[宗教](NHK放送文化研究所)によると、宗教を信仰している人は男性の場合40代で19％であるものが50代で41%と急激に数値が上昇し、女性の場合30代の28%から40代で39%と急上昇する結果が出ている。男性は親の葬儀が信仰心を持つきっかけになりやすいとされる。

### 系譜・宗派

日本各宗派の系統

日本の仏教には数多くの様々な宗派が存在する。十八宗と呼ばれる18の宗派は、三論宗・法相宗・華厳宗・律宗・倶舎宗・成実宗・天台宗・真言宗・融通念仏宗・浄土宗・臨済宗・曹洞宗・浄土真宗・日蓮宗・時宗・普化宗・黄檗宗・修験宗である。
1940年の宗教団体法公布以前にはいわゆる13宗56派が公認されていた。13宗とは華厳宗、法相宗、律宗、真言宗、天台宗、日蓮宗、浄土宗、浄土真宗、融通念仏宗、時宗、曹洞宗、臨済宗、黄檗宗である。同法公布後、これら13宗56派は28宗派に再編され、第二次大戦後はさらに分派独立したものが多いが、伝統仏教の13宗の系譜はいずれも現代に引き継がれている。
ここではいわゆる伝統仏教13宗の宗祖と本山を記載する。それ以外の宗や派、比較的近年に成立した仏教系の新宗教については、それぞれの項を参照。
奈良仏教系（南都六宗系）
- 華厳宗　（日本における）開祖は審祥ら、本山は東大寺
- 法相宗　開祖は道昭（道照とも）、本山は興福寺・薬師寺
- 律宗　開祖は鑑真（鑑真和上）、本山は唐招提寺

平安仏教（平安二宗）系・密教系
- 真言宗（東密）　開祖は空海（弘法大師）、本山は東寺（東寺真言宗）、高野山金剛峯寺、醍醐寺（醍醐派）、智積院（智山派）、長谷寺（豊山派）、根来寺（新義真言宗）ほか
- 天台宗（台密）　法華円宗とも　開祖は最澄（伝教大師）、本山は比叡山延暦寺

法華系（鎌倉仏教法華系）
- 日蓮宗　開祖は日蓮（立正大師）、総本山（「祖山」という）は身延山久遠寺

浄土系（鎌倉仏教浄土系）
- 浄土宗　開祖は法然（源空・円光大師・黒谷上人・吉水上人とも）、浄土宗（鎮西流）総本山は知恩院。

法然の弟子証空の門流は西山三派といわれ、本山は光明寺（西山浄土宗）、禅林寺（浄土宗西山禅林寺派）、誓願寺（浄土宗西山深草派）。
- 浄土真宗　真宗・一向宗とも　開祖は親鸞、本山は本願寺（浄土真宗本願寺派・西本願寺）・真宗本廟（真宗大谷派・東本願寺）ほか。
- 融通念仏宗　大念仏宗とも（平安仏教系との考えも）開祖は良忍（聖応大師）、本山は大念仏寺
- 時宗　開祖は一遍（法諱は智真、証誠大師・円照大師とも）、本山は清浄光寺（遊行寺）

禅宗系（鎌倉仏教禅系）
- 曹洞宗　開祖は道元（承陽大師）、本山は永平寺・總持寺
- 臨済宗　（日本における）開祖は栄西（千光国師）ら、本山は建長寺·建仁寺・円覚寺・妙心寺・東福寺ほか
- 黄檗宗　旧臨済宗黄檗派　開祖は隠元（真空大師・華光大師）、本山は黄檗山萬福寺

### 教義上の特徴
伝統仏教13宗はいずれも大乗仏教である。信者数・規模としては、 鎌倉仏教（浄土宗・浄土真宗、日蓮宗、禅宗）が大勢を占めるが、これら鎌倉仏教は、法華経を根本経典としながらも他経典や密教まで大乗仏教を広く取り入れた天台宗（延暦寺）を母体として（あるいはその影響下で）誕生・発展したものである。また、その天台宗の開祖である最澄は、三経義疏で法華経を重んじた聖徳太子の影響の下で、法華経を根本経典とする（中国の）天台宗に傾倒したとされている。このようなつながりの中に、聖徳太子から最澄を経て、鎌倉仏教から現在に至るまでの、日本の仏教の大きな潮流を見ることができる。
日本の内外いずれにおいても、大乗仏教では、出家者のみならず在家者も含めた一切の衆生の救済を掲げるが、日本の仏教、特に、平安二宗（天台宗、真言宗）と鎌倉仏教では、「山川草木悉有仏性（成仏）」とも表現されるように、人間のみならず、動物、植物、更には山川といった無機の自然までも仏性を内包しているとの世界観が概ね共通している点に特色がある。これは、仏教伝来前から日本に根付いていた自然信仰（アニミズム）が仏教に反映したものとされている。その過程としては、特に、日本の仏教の転換期となった平安二宗（天台宗、真言宗）が、いずれも神や死者（霊魂）のいる場所とされてきた「山」を本拠とする「山岳仏教」となったことが大きな影響を与えたとの指摘のほか、平安二宗そのものの自然信仰との親和性、つまり、太陽神起源の大日如来を信仰の中心に据えるなど自然信仰が元々織り込まれている真言宗はもちろんのこと、天台宗においても、根本経典である法華経が救済の平等性を強調するものであるため、万物が平等に仏性を有するとの思想と親和的であったとの指摘もされている。
また、明治維新による強制的な神仏分離が行われる以前は、神道の神と仏は一体で混淆した信仰体系であった（詳細は「神仏習合」を参照）。日本に仏教が伝来したのは『日本書紀』によると、飛鳥時代、552年とされ、仏は新来の「神」として敬われた。6世紀末には既に神宮寺を建立したとされ、日本の仏教は当初から神と仏は同じものとして信仰されていた。その素朴な観念は本地垂迹説として理論化された。さらに日本史における画期となった戦国時代には、天道思想による「諸宗はひとつ」とする統一的枠組みが形成されるようになった。
このように日本の仏教は、日本の文化的・精神的土壌の中で、固有の展開・発展を遂げたもので、インドで釈迦の説いた初期仏教と様相を異にしていることは否定できない。一方で、例えば、親鸞の他力思想や日本における禅宗の展開・浸透について、日本の精神的土壌が仏教を通じて顕現したものであるとするなど、狭い意味での仏教の垣根を超えた形で、日本の仏教の意義・価値を積極的に見出そうとする言説もある。
また、日本の仏教は、日本の社会・文化全体に有形無形の影響を与えてきたもので、宗教以外の分野への思想的影響の例として、禅宗の精神を取り入れたとされる茶道などの伝統文化があるほか、近現代においても、日本の仏教思想が反映された心理療法とされる森田療法が挙げられるとともに、河合隼雄によって日本に普及されたヨーロッパ発祥のユング心理学に基づく心理療法の過程においてさえ、日本人の深層心理への仏教の影響が色濃く見出されるため、仏教の知見・視点が大変有用である旨の指摘がされている。また、現代においては、仏教における瞑想・禅宗の手法を基礎としつつ非宗教的な瞑想技法として体系立てたマインドフルネスが、非仏教国から日本に紹介されるという逆輸入の現象も生じている。

### 課題
仏陀が説いた元々の初期仏教は、人間はなぜ苦しむのかとの問いを分析的に解明した上で、苦しみから解放される方法を提示するものであり、その後に様々な国・地域で多様な展開を見せた仏教各宗派も、世界観や救済観・方法論の違いこそあるものの、生老病死をはじめとする苦しみからの解放を目的とすることでは本来共通している。しかし、現代の日本の仏教は、葬式仏教との言葉に象徴されるように、大半の人にとっては、葬式をはじめとする死後の法要・儀式を行う存在でしかなく、仏教本来の役割を果たすことはほとんどできていないという指摘がある。
このような課題・現状に対しては、仏教界からも、死という最も重いライフイベントにおいて仏教が果たしてきた役割を肯定的に捉えつつも、そこにとどまることなく、終末医療におけるスピリチュアルケア、災害などの遺族に対するグリーフケア、長寿命・高齢化社会における老いへの向き合い方、つながりが希薄化する地域社会において交流・連携拠点になるなど、現代社会において仏教だからこそ果たすことのできる役割を積極的に見出していこうとする動きが見られるほか、初期仏教・上座部仏教・チベット仏教などでの出家者の集まりである僧伽（さんが）をモデルに、人生に行き詰った際に価値観をリセットする場所（セーフティネット）としての役割を提唱する意見もある。

## 歴史

### 飛鳥時代
『日本書紀』によると、仏教が伝来したのは飛鳥時代、552年（欽明天皇13年）に百済の聖王（聖明王）により釈迦仏の金銅像と経論他が献上された時だとされている。しかし、現在では『上宮聖徳法王帝説』（聖徳太子の伝記）の「志癸島天皇御世 戊午年十月十二日」や『元興寺伽藍縁起』（元興寺の成り立ち・変遷を記述したもの）の「天國案春岐廣庭天皇七年歳戊午十二月」を根拠に538年（戊午年、宣化天皇3年）に仏教が伝えられたと考える人が多いようである。歴史の教科書にはこちらの年号が載っている。この他には『梁書』によると、扶桑では大明2年（458年）に罽賓国から僧が来て仏教をもたらしたとされるが、扶桑が日本を指しているとは確定していない。
『日本書紀』には仏教が伝来した際に、起きた騒動についても記されている。欽明天皇が、仏教を信仰の可否について群臣に問うた時、物部尾輿と中臣鎌子ら（神道勢力）は仏教に反対した。一方、蘇我稲目は、西国では皆が仏教を信じている。日本もどうして信じないでおれようか（「西蕃諸國一皆禮之,豐秋日本豈獨背也」）として、仏教に帰依したいと言ったので、天皇は稲目に仏像と経論他を下げ与えた。稲目は私邸を寺として仏像を拝んだ。その後、疫病が流行ると、尾輿らは、外国から来た神（仏）を拝んだので、国津神の怒りを買ったのだ（「昔日不須臣計 致斯病死 今不遠而復 必當有慶 宜早投棄 懃求後福」）として、寺を焼き仏像を難波の堀江に捨てた。
その後、仏教の可否を巡る争いは物部尾輿・蘇我稲目の子供達（物部守屋と蘇我馬子）の代にまで持ち越され、丁未の乱で物部氏が衰退するまで続いた。この戦いは一時的に蘇我氏側が不利となるが、馬子側に参戦していた聖徳太子が四天王に願をかけて戦に勝てるように祈り、その通りになった事から摂津国に四天王寺（大阪市天王寺区）を建立した。馬子も諸天王・大神王たちに願をかけ、戦勝の暁には、諸天王・大神王のために寺塔を建てて三宝を広めることを誓った。このため、馬子は法興寺（別名飛鳥寺、奈良に移ってからは元興寺）を建立した。聖徳太子は『法華経』・『維摩経』・『勝鬘経』の三つの経の解説書（『三経義疏』）を書き、『十七条憲法』の第二条に、「篤（あつく）く三宝を敬へ 三寶とは佛（ほとけ） 法（のり）僧（ほうし）なり」（「篤敬三寶 三寶者 佛 法 僧也」）と書くなど、仏教の導入に積極的な役割を果たした。この後、仏教は国家鎮護の道具となり、皇室自ら寺を建てるようになった。
天武天皇は大官大寺（後の大安寺）を建て、持統天皇は薬師寺を建てた。このような動きは聖武天皇の時に頂点に達した。
百済からは仏教と寺院建築のために瓦などの建築技術が伝わった。最初に採用されたのは飛鳥寺であり、7世紀ごろまでは仏教寺院のみに用いられていた。
日本への公的な仏教伝来は、欽明朝のこととして間違いはないが、公伝以前の民間ルートでの仏教伝来が想定できる。すなわち「私伝」説である。欽明朝以前の仏教伝来の根拠とされる史料に『扶桑略記』記事がある。『扶桑略記』記事は、もと『坂田寺縁起』に記され、延暦寺僧『禅岑記』さらに『大日本国法華験記』に引用されたものに、『扶桑略記』が依拠したが、継体天皇十六年壬寅（522年）春二月に渡来した司馬達等が、大和国高市郡坂田原に草堂を結び、本尊を安置して、帰依礼拝したところ、世人がこれを「大唐の神」なりと呼んだといい、百済の王朝から日本の王朝へという公伝以前に、中国系渡来人によって仏教が既に伝えられていた。また、欽明朝以前の仏教伝来について、『日本国現報善悪霊異記』に、敏達天皇代に大部屋栖野古連が和泉国の海中から「霹靂に当りし楠」を発見して、これで仏像を制作したいと皇后に上奏したところ、皇后は「願ふ所に依るべし」と許可し、そこで大部屋栖野古連は蘇我馬子にこのことを告げたところ、蘇我馬子は池辺直氷田を請えて「仏菩薩の三軀の像」を造らせ、像を豊浦寺に置き、諸人が仰ぎ敬ったところ、廃仏派の物部守屋が「おほよそ仏の像を国の内に置くべからず。なほ遠く棄て退けよ」「今国家に災起るは、隣の国の客神の像を己が国の内に置くに因りてなり。斯の客神の像を出して速忽に棄て、豊国に流せ」と主張した。この「豊国」を九州の豊国とすれば、大和への公伝以前に豊国に仏教が伝わっていて、大和の人々が、九州を特殊な地域として認識していたとみることもできる。また「豊国」について、用明天皇が病気になった時に「朕、三宝に帰らむと思ふ。卿達議れ」と述べたところ、物部守屋と中臣勝海が「何ぞ国神を背きて、他神を敬びむ。由来、斯の若き事を識らず」と主張し、対して蘇我馬子が「詔に随ひて助け奉るべし。詎か異なる計を生さむ」と反論し、時に穴穂部皇子が「豊国法師」を引て、内裏に入ったといい、この「豊国法師」を固有名詞でなく、「豊国」の法師と考えるならば、「豊国」は仏教と関係深い国であったことも否定できない。また、九州の修験道の行場としてで有名な彦山の開創について中国北魏僧・善正が、仏教を日本に弘めるため、渡海して九州北岸に到着したところ、樹木でおおわれた日子山（彦山）の秀麗な姿に心ひかれ、石室を造って住むことになり、これが彦山の霊泉寺のはじまりとされ、その年は531年である。さらに、4世紀ないし5世紀と推定される全国各地の古墳から出土する漢式鏡に、道教の神仙と異なる仏像が表現されている鏡が含まれていることなどからも公伝以前の仏教伝来を想定出来る。
『水鏡』に継体天皇治世中に唐（もろこし）より仏教が伝来した以下の記事がある。
継体天皇時代に仏教の渡来を示しているが、その年時は記されておらず、継体天皇御治世に、唐土より仏教が渡ったことを伝えている。一方、『水鏡』の著者は中山忠親とも、あるいは源雅頼の作ともいわれ、中山忠親は建久六年（1195年）に源雅頼は建久元年（1190年）に薨去しており、継体天皇治世中の唐土からの渡来としても、後代の史料であることは注意を要する。

### 奈良時代

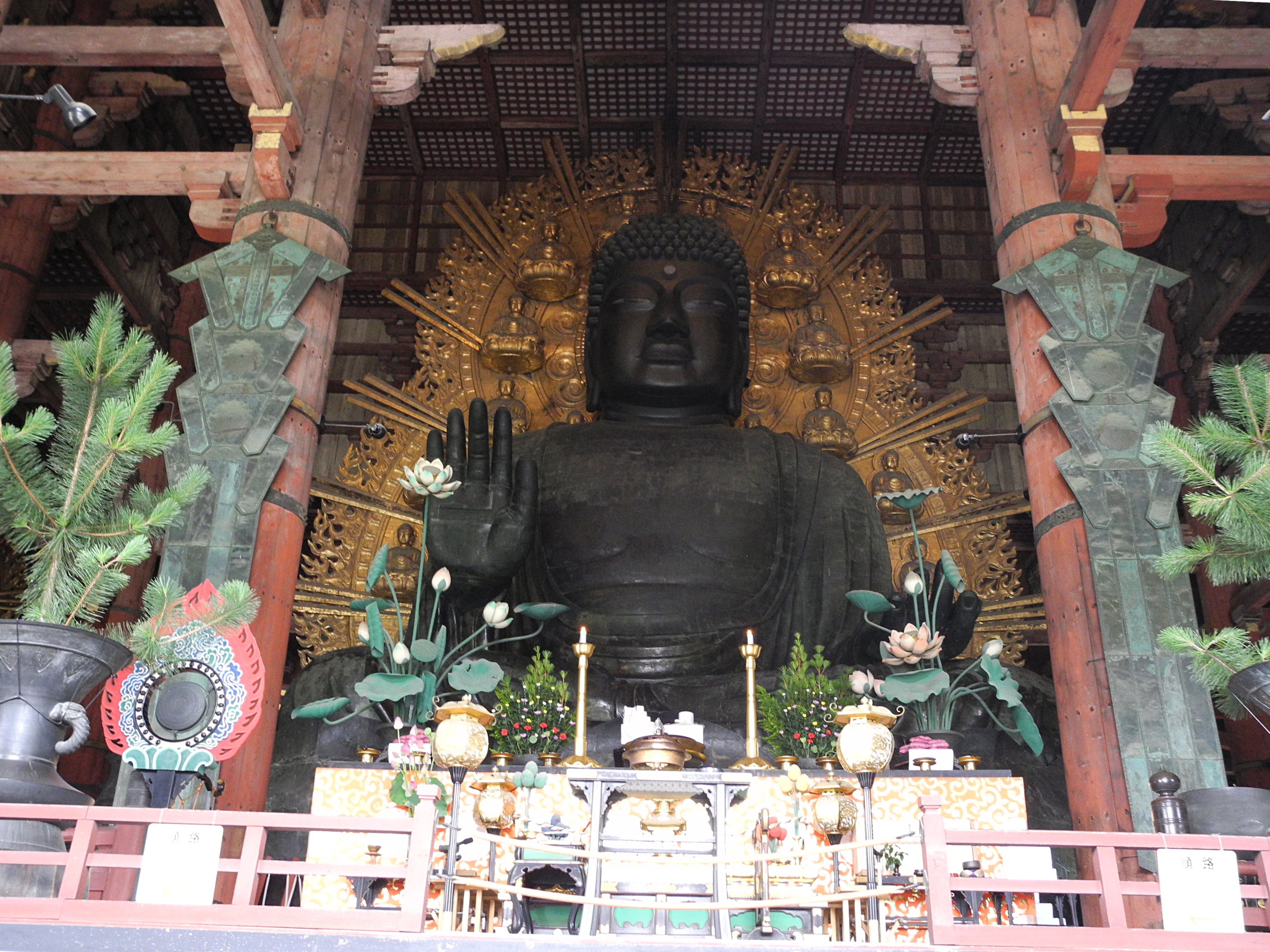
国宝・東大寺の大仏

中国や日本では仏教の発展に伴い律令法の中に僧尼の統制（仏教そのものの統制ではない）を定めた法令（僧尼令）が導入された。だが、中国では、仏教の出家が「家」の秩序を破壊するなど、儒教論理に合わないとされ迫害されたのに対し、日本では鎮護国家の発想の下、僧尼令や僧綱・度牒制度が導入されて官僚組織の一員とまで化したのは興味深いことだと言える（僧正・僧都などは律令制で定められた僧官）。もっともこうした統制について国家が建立した官寺とそれ以外の貴族や民衆によって建てられた民間寺院（私寺）とでは温度差があったともされ、後者に対する統制がどこまで行われていたかについては意見が分かれている。
こうした南都六宗と呼ばれた、三論宗、成実宗、法相宗、倶舎宗、律宗、華厳宗などが大勢を極めた。また、聖武天皇は位を孝謙天皇に譲り、出家した。聖武は妻の光明皇后の影響から信仰に厚く、国分寺、国分尼寺の建造を命じ、大和の国分寺である東大寺に大仏を建造した。出家した聖武上皇は「三宝の奴」とまで称した。仏教が定着するにつれて、実は日本の神々も仏が化身として現れた権現であるという考えである本地垂迹説が起こり、様々の神の本地（仏）が定められ、神像が僧侶の形で制作されることがあった。しかし、仏法が盛んになってくると、今度は戒律などを無視する僧などが増えたりしたため、聖武天皇の時代に鑑真が招かれた。鑑真は東大寺に戒壇を設け、僧侶に戒を授けた。聖武天皇も鑑真から戒を授かった。鑑真は唐招提寺を建立し、そこに住んだ。

### 平安時代

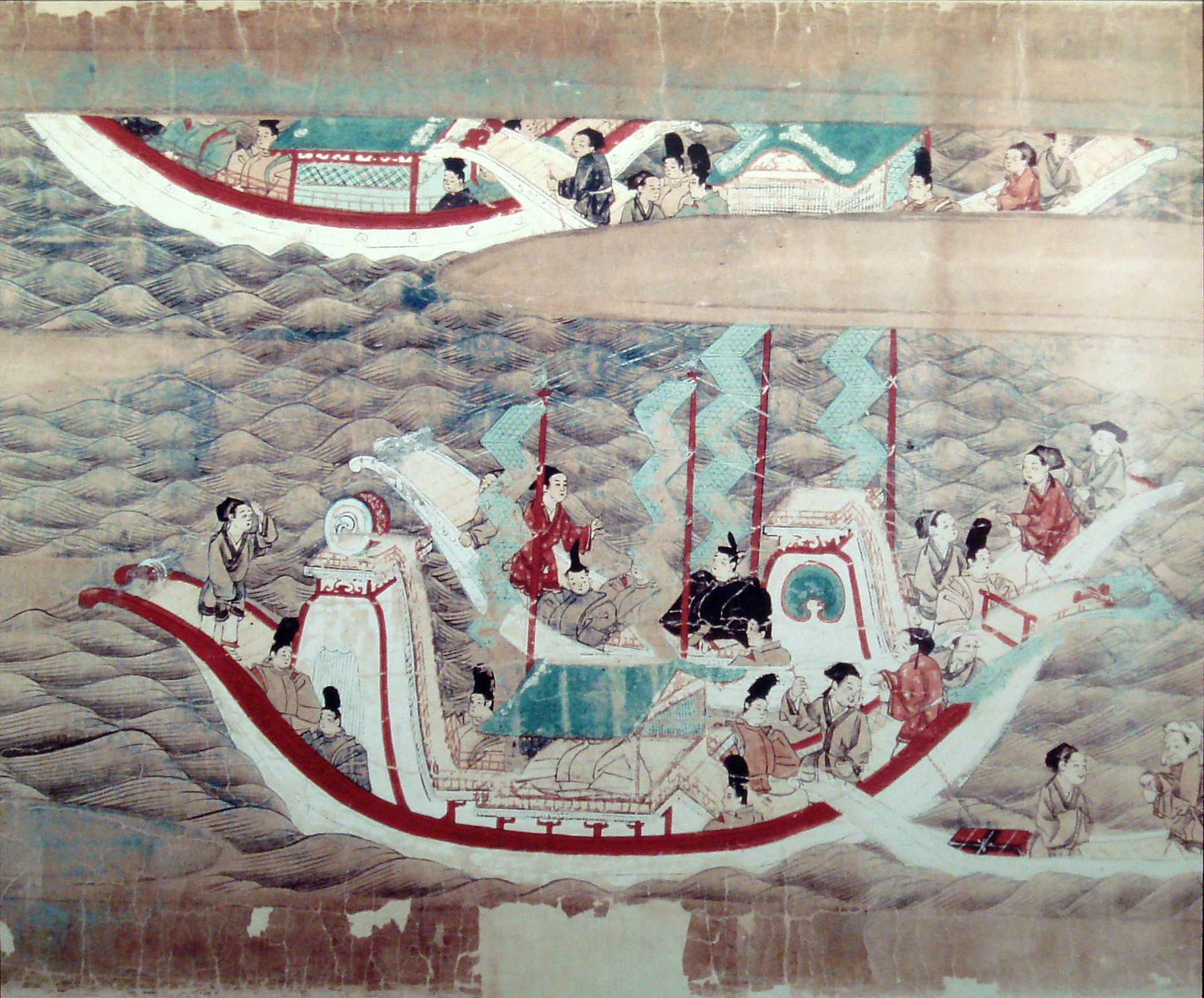
遣唐使船。貨幣博物館蔵

その後これら寺院群は政治に口を出すようになった。桓武天皇は、彼らの影響力を弱めるために平安京に遷都し、空海及び最澄を遣唐使とともに中国に送り出し、密教を学ばせた。新しい仏教をもって、奈良の旧仏教に対抗させようとしたのである。最澄（天台宗）、空海（真言宗）には、それぞれ比叡山と高野山を与えて寺を開かせ、密教を広めさせた。
『末法灯明記』では平安時代中期が釈迦入滅の二千年後にあたるとされ、正法の千年・像法の千年の後、仏教が滅びる暗黒時代、すなわち末法の世が始まったと考えられた。末法の世にはどんなに努力しても誰も悟りを得ることができない。国が衰え人々の心も荒み、現世での幸福も期待できない。このような人々の状況から、ひたすら来世の幸せを願う浄土信仰が流行した。貴族も阿弥陀仏にすがり、極楽浄土に迎えられることを願って来迎図などを盛んに描かせ、その究極として宇治の地に平等院を建立した。その鳳凰堂の姿形は、正に極楽の阿弥陀仏の宮殿（くうでん）を模したものである。
平安時代末期に入ると社会不安が増大し、広大な所領の持ち主であり裕福であった大寺院は盗賊などに狙われる危険性が高くなった。そこで自力救済として僧侶や信徒が武装したのが僧兵である。だが、次第に僧兵そのものが勢力拡大のための武装集団と化し、対立宗派・寺院への攻撃や朝廷への強訴などの武力行使を行う集団（寺社勢力）として社会の不安要素の1つになっていった。また、寺院内に石垣や堀を巡らせる等の一種の城塞化を進める寺院も現れた。

### 鎌倉時代
鎌倉時代に入ると、前時代末期からの動乱で仏教にも変革が起きた。それまでの仏教の主流が「鎮護国家」を標榜した国家や貴族のための儀式や研究に置かれていたものが、次第に民衆の救済のためのものとなっていったのである。主として叡山で学んだ僧侶によって仏教の民衆化が図られ、新しい宗派が作られていった。
これらの宗派では、それまでの宗派と違い、難しい理論や厳しい修行ではなく、在家の信者が生活の合間に実践できるような易しい教え（易行）が説かれている。
特に広まったのは念仏思想であった。「南無阿弥陀仏」と念仏を唱え続ける（称名念仏）事で救われるとする法然の浄土宗、浄土宗からさらに踏み込んで「善人なをもて往生を遂ぐ、いはんや悪人をや」という悪人正機の教えを説いた親鸞の浄土真宗（一向宗）、踊りながら念仏を唱える融通念仏や時宗があった。
対して、拡大する念仏を警戒した日蓮は「南無妙法蓮華経」と唱えることで救われるとする日蓮宗を創設した。
このように鎌倉時代には乱立ともいえるほど新しい宗派が誕生した。これらの宗派は、定着するまで例外なく既存の宗派に弾劾されたが、同時に旧宗派の革新も引き起こした。弾劾の中でも日蓮宗の日蓮は過激なことで知られ、他宗を非難し御題目を唱えなければ国が滅ぶと言い、幕府に強く弾圧された。しかし、民衆に浸透し一般化すると、この弾圧も次第に沈静化していった。
鎌倉時代は、武士が貴族から権力を奪い、力を着々とつけていた時代でもあった。この時代には臨済宗と曹洞宗という二つの禅宗が、相次いで中国からもたらされた。力をつけつつあった武士に好まれた事から、鎌倉などに多くの禅寺が建てられ、大いに栄えた。この代表的なものを「鎌倉五山」という。また、虎関師錬が仏教史書である『元亨釈書』を著した。
更に従来の仏教の間でも現状を批判する動きが高まってきた。特に律宗やそこから派生した真言律宗などでは社会事業などに乗り出しながら民衆の救済に加わるだけではなく、自ら国家の指定した戒壇を拒否して独自の授戒儀式を開始するなど、新しい宗派よりも革新的な動きすら見せた。

### 南北朝・室町時代
1333年に鎌倉幕府が滅亡し、南北朝時代から室町時代には政治的中心地は京都に移る。鎌倉幕府滅亡後に後醍醐天皇により建武の新政が開始されると、五山は鎌倉から京都本位に改められ、京都五山が成立する。足利尊氏が京都に武家政権を成立させると、以前から武士に人気のあった禅宗の五山が定められ、臨済宗は幕府に保護される。室町時代の初期には南禅寺などの禅宗と旧仏教勢力の延暦寺などの天台宗は対立し、初期の幕府において政治問題にもなる。また、尊氏の天龍寺船の派遣に協力した夢窓疎石や弟子の春屋妙葩は政治的にも影響力を持ち、彼らの弟子僧が3代将軍の足利義満時代に中国の明朝と日明貿易（勘合貿易）を開始する際には外交顧問にもなる。
このような武家と仏教界の接近は貴族文化及び武士文化に影響を及ぼし、義満の時代の鹿苑寺（金閣寺）など北山文化や足利義政時代の慈照寺（銀閣寺）など東山文化に融合の跡を見ることができる。室町時代の文化には仏教に影響された水墨画・書院造・茶の湯・生け花・枯山水の庭園など、後世に残る多くの作品が生まれた。また、寺院の中には安定した収入を確保するために、所領からの収入や祠堂銭（供養料）などを元手に金融業に進出するところもあった。また、当時城砦化が進んでいた寺院に資産を預ける人々もおりその資産も元手となった。しかし、高利での貸付に耐え切れなくなった人々が徳政一揆を引き起こし、寺院がその攻撃の対象となることもあった。
僧兵の武術も武士のように洗練され、宝蔵院流槍術のように流派として確立する例もあった。
曹洞宗は地方や庶民の間で影響力を持った。京都の都市商工業者の間では日蓮宗が普及した。ちなみに、この時代の布教者としては浄土真宗の蓮如や日蓮宗の日親などが有名である。

### 戦国時代

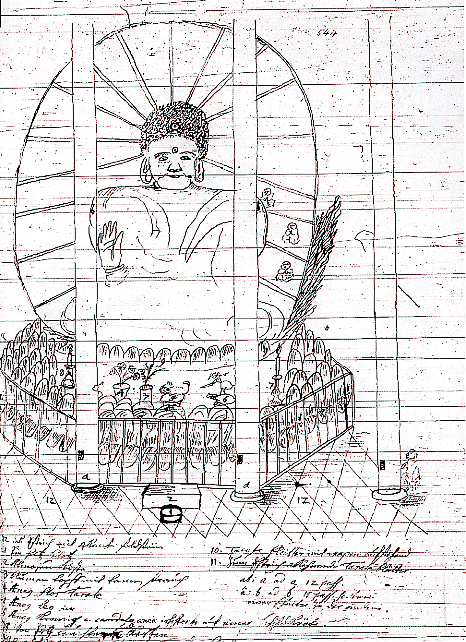
エンゲルベルト・ケンペルの方広寺大仏（京の大仏）のスケッチ。豊臣秀吉の発願で造立された。ただし描かれている大仏は江戸時代に再建されたもので、秀吉が造立した頃の大仏ではない。

応仁の乱後になると、治安が悪化したため、宗教勢力も僧兵を強化し武力を強化した。法華宗による山科本願寺焼き討ち、天台宗による天文法華の乱など、過激派宗教団体による宗教戦争も起こった。中でも加賀国一揆等の一向一揆は守護大名の冨樫氏を滅ぼし、約80年間に渡って加賀一国を支配した（主に徴税権と裁判権）。石山本願寺などは、さながら大名家のような強固な組織となり、彼らの勢力は守護大名および戦国大名が国を統治する上で何らかの対応策をとることが必須となるほど大きく、大名の多くは妥協の道をとった。
しかし尾張の戦国大名・織田信長は、「天下布武」という方針の下、実力対抗してくる宗教勢力を徹底的に討伐した。延暦寺焼き討ち、長島一向一揆、石山合戦などが有名である。また、信長は、日蓮宗の僧と浄土宗の僧との宗論を主催した（安土宗論）。結果、浄土宗が勝利したため、信長は法華宗に他宗派を非難しないよう約束させた。これも宗教勢力を抑えるための策だったとされる。

### 安土桃山時代
信長が本能寺の変で死ぬと、彼の家臣の豊臣秀吉が実質的な後継者の座についた。秀吉は概ね信長の路線を引き継ぎ、自身に敵対した根来寺や高野山を屈服させた。一向一揆は秀吉軍と上杉軍から挟撃され瓦解した。さらに有力寺社を大坂城の城下町へ引っ越しさせたり、僧兵の影響力が大きかった大和に弟・豊臣秀長を派遣したり、刀狩・惣無事令によって寺院の武装解除を大きく進めるなど、寺社への統制を強めた。寺院の統制と武装解除は続く江戸幕府でも大きな問題として引き継がれていく。
ルイス・フロイスが1585年に著した日欧文化比較では、この時代の仏教寺院の堕落が指摘されている。

### 江戸時代
豊臣秀吉の死後に権勢を掌握した徳川家康は、寺院諸法度を制定し、寺社奉行を置き、仏教を取り締まった。人々を必ずいずれかの寺院に登録させるようにし（寺請制度）、布教活動を実質的に封じた。鎌倉仏教にとっては、檀家制度によって全国に寺院が作られたことで、全面展開がなされた。浄土真宗の本願寺は、東西に分裂させられ、勢力を弱体化させられたが、現代に至るまで最大の宗派となっている。全国の修験道は、聖護院を本山とする本山派と、醍醐寺を本山とする当山派のいずれかに属するように規制された。また、朱子学や国学の立場からの排仏論も起こった。
1665年（寛文5年）に江戸幕府は寛文印知と諸宗寺院法度の制定を行い、仏教寺院に寺領を安堵する一方で更なる統制（檀家制度）を行った。幕府は学問を奨励したため、各宗派で、檀林、学寮などと呼ばれる学校が整備され、教学研究が進んだ一方で、新義・異議は禁止された。江戸幕府が日蓮の教義を信じない事を理由に従う事を拒絶した日蓮宗の一派の不受不施派は、禁教令のキリスト教と同様に厳しい弾圧を受けた。
これらの幕府の統制により江戸時代の仏教は堕落したという「近世仏教堕落論」は戦前における宗教史の通説であったが、戦後になると多くの批判が行われた。一方で近世仏教思想の再検討は、未だ不十分な段階である。上からの押しつけと解釈されやすい寺請制度だが、社会の安定に伴い菩提寺を求める民衆の意思も無視できない。仏像も規格化されたものが大量生産され各地の寺に収められたが、美術的な観点はともかく信仰の対象が身近に存在する人心安定の意義は大きい。
1654年(承応3年）に来日した明の隠元隆琦は黄檗宗を布教している。
幕府の寺社政策を担った以心崇伝、天海、日々の職業生活の中での信仰実践を説いた鈴木正三、独力で大蔵経を刊行した鉄眼道光、サンスクリット研究、戒律復興を提唱した慈雲、臨済宗中興の祖と称される白隠らが活躍した。

### 明治時代
江戸時代後半より本居宣長を祖とする国学の延長により明治維新が成し遂げられ、国学的な明治政権が旧長州藩出身者により形成された。大政奉還により、天皇に政権が返上されると、新政府の神道重視の政策が行われた。上知令や開化政策によって全国で廃仏毀釈運動が行われ、寺院数が減少した。1871年（明治4年）に明治政府は太政官達を出し虚無僧が在籍する普化宗を廃止した。また、僧侶の肉食妻帯、不受不施派やキリスト教の布教が解禁された。神道の教化運動を全国で行った結果教導職の人員不足に陥ったため、仏教を解体し神道主導の基に統合する大教院体制が作られた。欧州の宗教視察から帰国した島地黙雷らは、僧侶の身分と信教の自由を保証するべきとする批判の建白を行い、東西真宗の大教院からの脱退を実現させ、1875年（明治8年）に大教院体制は実質的に瓦解した。
その後、各宗派は教団組織の再編成に入り、日清・日露戦争の戦間期に仏教の近代化を推し進め、西欧の仏教学の導入や、宗門大学の設立等の教育活動、社会福祉活動に進出した。1901年には村上専精が大乗非仏説を主張して大きな反響を呼び、国内外で大乗仏教の歴史と教理に関する研究が盛んとなった。
自由民権運動や日露戦争などが終了した明治時代後期には、天下国家を論じる気運が退潮し、個人的な問題に関心が移るアノミーな社会状況が訪れていた。清沢満之は個人の内面に阿弥陀如来を定置する、主観的な他力信仰である「精神主義」を掲げ、大谷派の改革を試みたが挫折した。しかし、「精神主義」の理念は現代に至るまで引き継がれ、近代仏教の先駆的な運動となった。その後も、近角常観の求道会館など、信念の修養を促す「修養主義」を掲げる仏教運動がいくつも現れ、虚脱状態にあった青年層にアノミーからの打開の道を示した。
明治時代には、既存の宗派から離脱する形で、在家を主要な担い手とする仏教系新宗教が出現し始める。その多くは法華・日蓮宗の系譜に属する人々によって興された。この時代に特に成功した教団として、田中智学の立正安国会や、長松日扇の本門仏立講、杉山辰子の仏教感化救済会があり、その組織運営のあり方は後の日蓮系新宗教に大きな影響を与えた。

### 大正時代
明治末年の大逆事件に内山愚童らの僧侶が連座したことに衝撃を受けた田中智学は、日蓮の教えを国家や社会活動の基本的な指導理念とする「日蓮主義」と、ナショナリスティックな仏教的国体論を結合させたキャンペーン活動を行い、軍人や知識人を中心に大正時代の流行思想となった。日蓮主義者で有名な人物に宮沢賢治、石原莞爾がいる。1924年（大正13年）には、法華系新宗教の霊友会が発足している。
既存宗派も社会福祉事業にコミットすることで、近代的な宗教団体へと変革する取り組みが行われた。1915年（大正4年）には仏教各宗派懇話会を改称した仏教連合会が発足し、政治と宗教に関する諸問題に仏教界の影響力を行使した。

### 昭和時代（戦前・戦中）
近代の政府は、神仏判然令以降、太政官布達や断片的な法令、行政上の通達によって宗教を管理してきたが、統一的な法典としては1939年（昭和14年）の宗教団体法が最初であった。国家神道体制が確立する過程で神社は宗教ではないということで公法上の営造物法人として扱われたが、仏教、教派神道、キリスト教の宗教団体は民法の公益法人を適用されないままであった。宗教に関する法律の必要性は政界においても認識されており、1899年（明治32年）には第一次宗教法案が貴族院に提案されたが、否決された。1927年（昭和2年）、1929年（昭和4年）にも宗教法案が議会で提案されるが、審理未了に終わった。宗教団体法の制定によって、一般の宗教団体は初めて法人となり、キリスト教も初めて法的地位を得たが、監督・統制色が強い法律であった。
1932年、血盟団事件が発生した。
1941年3月24日、大日本仏教会（財団法人）が結成され、10月6日には東京で、仏教徒銃後奉公大会がひらかれた。
第二次世界大戦の日本軍では諸外国の従軍聖職者（従軍チャプレン）に相当する職として従軍僧が存在したが軍属扱いであり、宗教者でも徴兵対象であったため僧侶だった兵士が臨時に法事を執り行うなど個人的な活動が中心であった。なお浄土真宗の各教団は軍隊布教使と呼ぶ布教使を派遣し軍人に布教活動を行っていた。

### 昭和時代（戦後）・平成時代・令和時代
第二次世界大戦後、1945年（昭和20年）12月28日に宗教法人令が制定・施行され、宗教団体への規制が撤廃された。1946年2月6日、仏教連合会が結成された。1951年（昭和26年）に宗教法人令が撤廃され、認証制を導入した宗教法人法が制定された。高度経済成長と時を同じくして、日蓮正宗系新宗教の創価学会や法華系新宗教の立正佼成会などが大きく勢力を伸ばした。創価学会は宗教政党公明党を組織し、政界に影響力を持っている。1970年代には、密教系新宗教である阿含宗や真如苑が伸張し、念佛宗三寶山無量壽寺（無量壽會）もこの時期に生まれた。また、漢訳経典中心であった日本においてチベット仏教・原始仏教・上座部仏教・ヒンドゥー教等の影響を受けた新宗教が増加した。
1980年代には、いわゆる新々宗教ブームが起きた。中でもオウム真理教は当時から良くも悪くも注目の的であったが、1995年の強制捜査以降、1980年代末期から1990年代中期にかけてオウム真理教事件と呼ばれる一連の事件を起こしていたことが発覚し、これをきっかけにして1995年（平成7年）には宗教法人法が一部改正された。

## 日本仏教史観の変遷
史伝研究の盛んだった中国仏教の影響から、日本では奈良時代に『延暦僧録』などの僧伝が著された。鎌倉時代になると本格的な仏教史伝が著されるようになるが、中でも影響力が大きかったのが凝然の著した『三国仏法伝通縁起』である。この書は、インドから中国を経て日本へと伝播した仏教諸宗の教学を総合的に俯瞰したもので、その仏教史モデルは三国仏教史観として近代に至るまで長らく用いられた。
明治時代に入り、宗門外の仏教学者にも自由に仏教研究が行えるようになると、学術的視点を取り入れた新たな日本仏教通史が著されるようになる。明治末から大正時代には鎌倉新仏教の祖師たちが現役だった時期を日本仏教の頂点と考える、鎌倉新仏教中心史観が形成され始める。原勝郎は、日本仏教史とキリスト教史の発展段階を対比させた『東西の宗教改革』（1911年）を著し、国家仏教として出発した日本仏教が鎌倉期に頂点を迎え、その後衰退したという基本的な図式を示し大きな影響を与えた。
マルクス主義が隆盛した戦後の歴史学においても、鎌倉新仏教を反権力・民衆解放のムーブメントとして評価する、近代的な問題意識から見た鎌倉新仏教中心史観が家永三郎や井上光貞らの研究によって成果を上げ、長らく影響を与え続けた。しかし、1970年代から、黒田俊雄の『顕密体制論』を皮切りとして鎌倉新仏教中心史観への疑義が生じるようになる。黒田の『顕密体制論』は論争を呼び修正を余儀なくされたが、結果的に鎌倉新仏教中心史観を打破する転機となり、それまで旧仏教と呼ばれて軽視されていた中世の顕密仏教研究や、近世仏教堕落論の再検討が盛んとなった。